# Theodor Goltdammer
Theodor Herrmann Goltdammer (* 5. Januar 1801 in Stettin; † 5. Januar 1872 in Berlin) war ein deutscher Jurist und Richter. Eine von ihm begründete Fachzeitschrift erscheint als Goltdammer’s Archiv für Strafrecht bis heute.

## Leben
Goltdammer war der Sohn  eines Stettiner Kaufmanns. Er studierte die Rechtswissenschaften an der Universität Berlin und an der Universität Heidelberg. Er trat in den preußischen Justizdienst ein, wo er in verschiedenen Provinzen tätig war, bis er in die Hauptstadt Berlin kam: Er begann in seiner Heimatstadt Stettin und wechselte dann nach Breslau. Von 1834 bis 1838 war er Direktor des Kreisgerichts in Köslin. Ab 1839 war er Richter am Appellationsgericht in Frankfurt (Oder) („Appellationsgerichtsrat“), aber in das Preußische Justizministerium nach Berlin abgeordnet. 1841 wurde er Richter am Berliner Kammergericht („Kammergerichtsrat“), 1852 schließlich Richter am Preußischen Obertribunal („Geheimer Obertribunalsrat“). 1850 war er Mitglied des Volkshauses des Erfurter Unionsparlaments.
Nach der Einschätzung von Gottfried von Bülow in der Allgemeinen Deutschen Biographie (1879) war Goltdammer „ein hervorragender Praktiker, der durch seine, auf gründlicher Sachkenntniß beruhenden Schriften sich in weiten Kreisen einen Namen erworben hat“. Im Jahre 1853 begründete er die Fachzeitschrift Archiv für Preußisches Strafrecht, die unter dem Titel Goltdammer’s Archiv für Strafrecht bis heute erscheint. 
Neben seinen juristischen Fachveröffentlichungen schrieb Goltdammer auch schöne Literatur.
Goltdammer heiratete im Jahre 1833 Ottilie Olearius, die Tochter eines Breslauer Apothekers. Aus der Ehe gingen drei Söhne hervor, darunter Eduard Goltdammer (* 1842; † 1891), der Arzt in Berlin wurde. 

## Veröffentlichungen

### Juristische Schriften
- Materialien zum Strafgesetzbuch. 2 Bände. 1851, 1852
- Commentar und Materialien zur Concursordnung vom 8. Mai 1855. 1855, 2. Auflage 1858.

### Schöne Literatur
- Preußenlieder. 1850.
- Petrarca und Laura. 1858. (Schauspiel)
- Gedichte. 1869.

Ferner veröffentlichte er anonym Novellen in verschiedenen Zeitschriften.  